# 渡辺修 (歴史研究家)
渡辺 修（わたなべ おさむ、1972年 - ）は、日本の歴史学者。

## 人物・来歴
三重県伊勢市にて育つ。父は、皇學館大学名誉教授の渡辺寛。2001年学習院大学大学院人文科学研究科史学専攻博士後期課程単位取得満期退学。2015年「神宮伝奏の研究」で博士（史学）（学習院大学）。現在、海陽中等教育学校教諭。 

## 著書
- 『神宮伝奏の研究』山川出版社 2017

### 編纂
- 『神宮雑事』皇學館大学研究開発推進センター 2014